# I Fantom's
I Fantom's (in un'incisione The Phantoms) sono stati un gruppo musicale italiano di musica beat, influenzato anche dal folk e dal rock psichedelico.

## Storia del gruppo
Il complesso nasce a Torino da due coppie di fratelli provenienti dalla Puglia, Luigi e Spartaco Nagliero e i loro due cugini Walter e Gino Nagliero. Dopo una serie di esibizioni a Torino, pubblicano nel 1966 un disco tris, un 45 giri con tre canzoni: Insegne pubblicitarie/Il treno/Nadia. Dopo la pubblicazione del singolo, viene inserito nel gruppo il tastierista Gino Anatone, che funge anche da corista.
Entrati in contatto con la Cedi, lavorano come session men partecipando alle registrazioni di molti artisti della casa discografica, come Fausto Amodei; si dedicano inoltre anche all'attività teatrale e, nel 1967, sono il complesso di scena che accompagna Sergio Liberovici nell'allestimento de Il mercante di Venezia di Shakespeare (con Corrado Pani, Glauco Mauri, Valeria Moriconi e Silvana De Santis) che debutta l'8 luglio 1967 al Teatro romano di Verona. Durante la tournée conoscono l'attore Eligio Irato, con cui realizzano il secondo 45 giri, pubblicato come "Eligio Irato e The Phantoms" spostandosi sul folk beat con due cover tratte We Shall Overcome (Noi trionferemo) e Come by Here (Vieni qui vicino) con quest'ultimo brano registrato con il testo originale cantato in inglese e la traduzione di ogni strofa recitata prima della rispettiva cantata.
In questo periodo registrano anche il materiale per un album, che però non verrà mai pubblicato fino al 1998 quando la Destination X, entrata in possesso dei nastri, deciderà di pubblicarlo, utilizzando la stessa immagine del primo disco (dove, però, è assente Anatone, che invece suona nelle canzoni) e inserendo tutte le canzoni dei tre 45 giri (tranne Noi trionferemo).
Continuano a collaborare con alcune compagnie teatrali d'avanguardia e passano poi alla Polydor, per cui pubblicano un nuovo 45 giri, Felicità vuol dire/Katia, a gennaio 1970, con scarso successo.
Si sciolgono nel 1971 e Luigi e Spartaco fondano un gruppo di rock progressivo, Le Ceneri, che poi, a metà degli anni settanta, si sposta verso il pop cambiando il nome dapprima in The Lady e poi, nel decennio successivo, Lady Music, con l'inserimento di altri due musicisti Loris Trovesi batteria, ed Emanuele Albertelli tastiere.

## Formazione
- Luigi Nagliero: voce e chitarra solista
- Walter Nagliero: chitarra ritmica e cori
- Gino Nagliero: batteria e cori
- Spartaco Nagliero voce, basso, clarino e flauto
- Gino Anatone: organo e cori

## Discografia

### Album in studio
- 1998: Le insegne pubblicitarie (Destination X, TRR 33032)

### Singoli
- 1966: Insegne pubblicitarie/Nadia/Il treno (Time, mt 01, come "The Fantom's")
- 1968: We Shall Overcome/Come by Here (Moon Records Cedi, GNP-NP 79024; come "Eligio Irato e The Phantoms")
- 1970: Felicità vuol dire/Katia (Polydor, 2060 002)